# Rhodopina tuberculicollis
Rhodopina tuberculicollis är en skalbaggsart som först beskrevs av J. Linsley Gressitt 1942.  Rhodopina tuberculicollis ingår i släktet Rhodopina och familjen långhorningar. Inga underarter finns listade i Catalogue of Life.